# Tenencia de gobierno de Bruselas
La tenencia de gobierno de Bruselas fue una efímera entidad territorial político-administrativa colonial española creada en el año 1524 dentro de la gobernación de Castilla del Oro o de Panamá, la cual a su vez dependía del Virreinato colombino, en lo que corresponde en gran parte a la actual provincia costarricense de Guanacaste y a los cantones vecinos de Montes de Oro y de Puntarenas de la vecina provincia homónima, cuya capital era la villa de Bruselas, pero pasó a estar litigada por la provincia de Comayagua o de Honduras, que se había anexionado unilateralmente el territorio leonense-granadino en 1526. En el año 1527 se creó la nueva gobernación de Nicaragua que se anexó el territorio de esta tenencia de gobierno en 1528 y fue confirmado por real provisión de 1529, aunque la villa de Bruselas sería totalmente despoblada en el mismo año.

## Historia

### Fundación de la villa de Bruselas y su tenencia de gobierno
El conquistador Francisco Hernández de Córdoba fundó entre enero y marzo de 1524 la villa de Bruselas, adjudicándole un territorio jurisdiccional por lo que nombró como primer teniente de gobernador de Bruselas al capitán Andrés de Garabito y encargó al capitán Ruy Díaz para incrementar la población de la nueva urbe erigida y estimular la colonización del territorio. También repartió las encomiendas de aborígenes huetares, los de la península de Nicoya y los de la isla de Chira entre sus moradores.
Con el apoyo de Hernán Cortés, Hernández de Córdoba luchó contra el capitán Cristóbal de Olid que había pactado con el adelantado Diego de Velázquez, gobernador de Cuba, quien fuera el principal enemigo de aquel.
En 1525, el capitán Hernández con las ciudades de León y Granada pretendía desligarse y anexarla a la Capitanía General de Santo Domingo, decidiendo desmantelar la nueva villa de Bruselas, por lo que terminó traicionando a Pedro Arias Dávila, gobernador de Castilla de Oro desde 1514, ya que era el nexo que lo unía con dicha gobernación.

### Pertenencia a la gobernación de Castilla del Oro

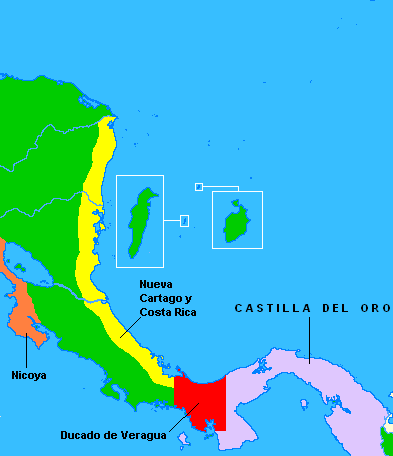
La tenencia de gobierno de Bruselas con la península de Nicoya y el territorio de las ciudades actualmente nicaragüenses de León y de Granada (en NARANJA) de 1524 a 1528, que hasta 1529 había pertenecido nominalmente a Castilla de Oro y luego a la gobernación de Nicaragua. También figura la gobernación de Veragua Real (en AMARILLO) y el litoral pacífico con el Valle Central de Castilla del Oro occidental (en VERDE) —los unieron en 1540 para conformar la gobernación de Nueva Cartago y Costa Rica— siendo aquel un territorio que desde 1537 estaba separado por el nuevo Ducado de Veragua (en ROJO) con la Castilla del Oro de Tierra Firme u oriental (en LILA).

Por corto tiempo, finalmente cumplió su objetivo y la villa capital de la tenencia homónima fue despoblada entre enero y febrero de 1526, por órdenes del propio Hernández de Córdoba para obtener más habitantes para defender su fortaleza de Granada, ante un inminente ataque del gobernador Pedrarias.
Una vez que perdió el apoyo de Cortés, Pedrarias al sospechar que Hernández lo había traicionado, fue personalmente comandando unas naves para capturarlo y de esta manera terminó decapitado en la Plaza Mayor de la ciudad de León de Imabite, y en marzo de ese mismo año el gobernador Pedrarias mandó al capitán Gonzalo de Badajoz para repoblarla, repartiéndose nuevamente las encomiendas, además de conquistar la isla de Chira en el golfo de Nicoya.

### Pérdida de los territorios de León y Granada
Pedrarias fue remplazado en la gobernación en mayo de 1526 por Pedro Gutiérrez de los Ríos y Aguayo, quien al iniciarle juicio de residencia a Pedrarias, este debió abandonar el territorio nicaragüense y viajar a la Ciudad de Panamá para responder a los cargos que se lo acusaba.
El nuevo gobernador también intentó adquirir los derechos en esas regiones pero solo lo logró en la villa de Bruselas ya que la ciudad de León estaba obedeciendo la autoridad del gobernador del territorio hondureño.
Diego López de Salcedo y Rodríguez, gobernador de Higueras y Honduras, a finales del mismo año intentó apoderarse ilegalmente del mando del territorio nicaragüense, y aprovechando que Pedro de los Ríos tuviera que comparecer en Panamá, Salcedo dispuso nuevamente que se despoblase la villa de Bruselas por el apoyo que habían dado sus vecinos al nuevo gobernador de Castilla del Oro o de Panamá.

### Litigios entre Castilla de Oro y la gobernación de Honduras
Con la definitiva creación de la provincia de Nicaragua en 1527, en la cual fuera asignado el mandato interino a Salcedo y quien también continuara siendo gobernador de Honduras, se había suscitado la duda de si la villa de Bruselas debería pertenecer a la nueva circunscripción o permanecer bajo la autoridad de Castilla de Oro.
El capitán Andrés de Garabito recibió la orden de ejecutar la sentencia de Salcedo, por lo cual con 170 hombres desde la península de Nicoya advertía a la población, vía correspondencia, para que abandonasen voluntariamente la villa y poder así evitar el uso de la fuerza, recurriendo también a ofrecimientos beneficiosos de parte del gobernador. De esta manera, a finales del citado año la mayoría de los habitantes abandonaron sus casas, excepto el capitán Garabito y sus amigos.

### Extinción y anexión a la gobernación de Nicaragua
Finalmente, cuando Pedrarias asumió el mando de la gobernación de Nicaragua, la despoblación de españoles se llevó a cabo a principios de 1528 por el dicho exteniente de gobernador Andrés de Garabito que se llevó a su gente.
Al continuar el litigio entre Nicaragua y Castilla de Oro por el territorio de la extenencia de gobierno de Bruselas, se emitió la real provisión del 21 de abril de 1529 que declaró en forma definitiva a la villa, sin especificar sus delimitaciones territoriales, como perteneciente a la gobernación de Nicaragua.

## Alcaldía mayor de Nicoya
El 12 de octubre de 1535 se creó el nuevo Virreinato de Nueva España que abarcaba todos estos territorios que se organizaron en 1542, junto con otros de Centroamérica, como la Capitanía General de Guatemala.
El 20 de noviembre del mismo año surgió la Real Audiencia de Guatemala, al ser remplazada la de Panamá por la de Lima, por lo cual la gobernación nicaragüense con el antiguo territorio de Bruselas fue suprimida, pasando a ser una simple provincia hasta que fuera degradada a la alcaldía mayor de Nicaragua en 1552.
Hacia 1544 se había erigido la parroquia de Nicoya —siendo la más antigua establecida por los españoles en el actual territorio costarricense— dedicada a san Blas, y finalmente en 1554, el territorio fue separado y convertido en la alcaldía mayor de Nicoya que al ser restauradas las gobernaciones pasó a la provincia de Costa Rica en 1573 hasta que en el año 1786 se la reincorporaría a la provincia de Nicaragua.